# Dreieinigkeitskirche (Stützerbach)

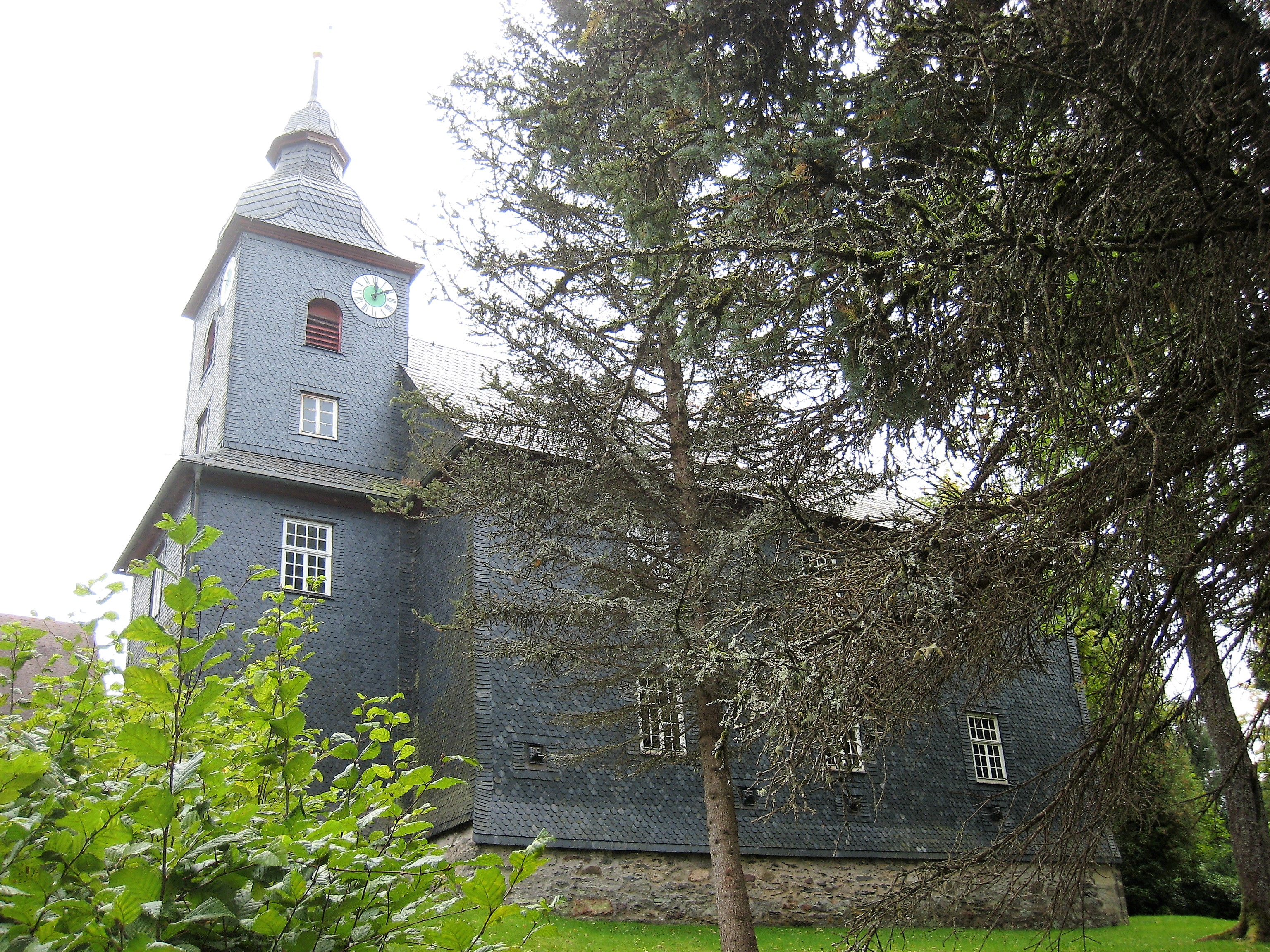
Dreifaltigkeitskirche Stützerbach

Die evangelische Dreieinigkeitskirche steht in Stützerbach, einem Ortsteil Ilmenaus, im Ilm-Kreis in Thüringen. Die Kirchgemeinde gehört zum Kirchenkreis Arnstadt-Ilmenau in der Evangelischen Kirche in Mitteldeutschland.

## Geschichte
Politisch war Stützerbach bis 1946 in den preußischen und den weimarischen Bereich oberhalb des Baches Lengwitz geteilt.
Die Weimaraner bauten 1716 die Dreieinigkeitskirche in ihrem Bereich. 1719 stand der Kirchturm.
Am 5. April 1945 brannte der Dachstuhl durch Beschuss der amerikanischen Streitkräfte. Er stürzte mit der Decke in das Kirchenschiff. 1946 erfolgte der Wiederaufbau.
Die kleine Kirche und ihr barocker Turm sind verschiefert, wobei die Südseite mit Holzschindeln verkleidet ist.
Im Jahr 1990 vereinten sich die Kirchgemeinden offiziell und gehörten dann zur Kirchenprovinz Sachsen. Seitdem ist die Dreieinigkeitskirche die Hauptkirche der Gemeinde Stützerbach.
1995 erfolgte die Sanierung der Fassade und des Turmes.
Der Schleusinger Orgelbauer Alfred Kühn stellte 1894 die Orgel auf. Sie hat 756 Pfeifen, zwölf Register auf zwei Manualen und Pedal. Am 23. Juli 2018 wurde das Instrument ausgebaut und von der Orgelbaufirma Hoffmann und Schindler restauriert. Ende September 2019 waren die Arbeiten abgeschlossen.